# Funta
 Ovo je glavno značenje pojma Funta. Za razne valute s ovim nazivom pogledajte ovdje.
Funt ili funta označuje više jedinica za mjerenje mase. Njegova oznaka (lb) proizlazi iz latinske riječi libra koja je označavala i rimsku jedinicu za mjerenje dužine. Engleska riječ za funt (pound) proizlazi iz latinske riječi "pendere", koja znači "vagati".
Oznaka funt danas se najčešće odnosi na međunarodni funt ili funt (avoirdupois) koji je od 1959. godine definiran kao 0,45359237 kilograma. Jedan funt (avoirdupois) jednak je 16 unca (avoirdupois).
Iz masene funte izvedena je mjerna jedinica za silu funta.

## Vanjske poveznice
- Konverter mjernih jedinica  Arhivirana inačica izvorne stranice od 21. lipnja 2021. (Wayback Machine) (www.konverter-jedinica.com)